# Conjunto Farroupilha
Conjunto Farroupilha foi um vocal de músicas estilo regionalista, que teve entre seus fundadores Tasso Bangel. Tem várias atuações fonográficas que incluem também bossa nova e música internacional. Inicialmente chamava-se Conjunto Vocal Farroupilha 

## Discografia

### Álbuns de estúdio
| Ano  | Álbum                    | Gravadora |
| ---- | ------------------------ | --------- |
| 1953 | Gaúcho                   | Rádio     |
| 1956 | De Norte a Sul           | Odeon     |
| 1957 | Gaúchos em Hi-Fi         | Columbia  |
| 1958 | Gaúchos na Cidade        | Columbia  |
| 1960 | Os Farroupilhas na TV    | Columbia  |
| 1960 | Os Farroupilhas em Hi-Fi | Columbia  |
| 1961 | Aí Vem a Marinha         | Columbia  |
| 1963 | Os Farroupilhas          | Fermata   |
| 1973 | Temas Gaúchos            | Musicolor |
| 1983 | Farroupilha 35           | RGE       |

### Coletâneas
| Ano  | Álbum                                       | Gravadora |
| ---- | ------------------------------------------- | --------- |
| 1979 | Os Grandes Sucessos do Conjunto Farroupilha | CBS       |
|      | Presença do Conjunto Farroupilha            | CBS       |

### EP
| Ano  | Álbum                | Gravadora   |
| ---- | -------------------- | ----------- |
| 1958 | Sonho Azul           | Odeon       |
| 1960 | Conjunto Farroupilha | Columbia    |
| 1969 | Gauchinha Bem Querer | Continental |
|      | Em Bossa Nova        | Farroupilha |

### Singles
| Ano  | Álbum                                         | Gravadora   |
| ---- | --------------------------------------------- | ----------- |
| 1956 | Piazito Carreteiro / A Chimarrita             | Odeon       |
| 1957 | Meu Benzinho / Conceição                      | Odeon       |
| 1957 | Sonho Azul / Gauchinha Bem Querer             | Odeon       |
| 1958 | Aconteceu / Muy Cerca de Ti                   | Columbia    |
| 1958 | Chanson D'Amour / Tem Que Ter                 | Columbia    |
| 1958 | Por Causa de Você / Basta Un Poco de Musica   | Columbia    |
| 1958 | Mr. Lee / Clases de Cha Cha Cha               | Columbia    |
| 1958 | Entrevero no Jacá / Ein Glaeschen Wein Und Du | Columbia    |
| 1958 | Ratoeira / Liechtensteiner Polka              | Columbia    |
| 1959 | Eine Kleine Cha Cha Cha / Noites de Moscou    | Columbia    |
| 1959 | Meu Tio / Meu Tio (Tasso Rangel)              | Columbia    |
| 1960 | Blim Blem Blom / Très Chic                    | Columbia    |
| 1960 | A Música da Aldeia / Baciare, Baciare         | Columbia    |
| 1961 | A Mesma Rosa Amarela / Silêncio               | Columbia    |
| 1963 | Zé Feliz / Papai Walt Disney                  | Farroupilha |
| 1963 | Vini-Vini (Tahiti Tamure) / Moça da Chuva     | Farroupilha |
|      | O Santo de Cá / Mangagá                       | Farroupilha |

## Prêmios e indicações

### Troféu Roquette Pinto
| Ano  | Categoria             | Indicação            | Resultado |
| ---- | --------------------- | -------------------- | --------- |
| 1963 | Melhor Conjunto Vocal | Conjunto Farroupilha | Venceu    |

### Prêmio Açorianos
| Ano  | Categoria                                  | Indicação            | Resultado |
| ---- | ------------------------------------------ | -------------------- | --------- |
| 2011 | Homenageado do Ano - pelo conjunto da obra | Conjunto Farroupilha | Venceu    |